# ایتان بن الیاهو
ایتان بن الیاهو (انگلیسی: Eitan Ben Eliyahu؛ زادهٔ ۱۹۴۴) سرلشکر بازنشسته نیروهای دفاعی اسرائیل است، که در فاصله سال‌های ۱۹۹۶ تا ۲۰۰۰ به‌عنوان سیزدهمین فرمانده نیروی هوایی اسرائیل فعالیت می‌کرد.

## زندگی‌نامه
پدر الیاهو در خرمشهر، ایران متولد شد و در سال ۱۹۲۲ به فلسطین تحت قیمومیت بریتانیا مهاجرت کرد؛ مادر الیاهو اهل مقدونیه شمالی بود. خود الیاهو در سال ۱۹۴۴ در اورشلیم متولد شد. در طول جنگ یوم کیپور در سال ۱۹۷۳، الیاهو در حالی که رهبری یک اسکادران از فانتوم‌های اف-۴ را برعهده داشت، دو جنگنده مصری را سرنگون کرد.
در ۲۷ ژوئن ۱۹۷۹ بر فراز لبنان، در حالی که به عنوان بخشی از یک گروه ۴ فروندی با یک اف-۱۵ ایگل پرواز می‌کرد، یک میگ-۲۱ سوری را با توپ ام۶۱ سرنگون کرد و اولین شکار توپ ثبت شده (سومین شکار هوایی) برای اف-۱۵ را به ثبت رساند.
در سال ۱۹۸۱، او به عنوان اسکورت جنگنده در عملیات اپرا پرواز کرد که منجر به تخریب راکتور هسته‌ای اوسیراک عراق شد. الیاهو فرمانده یک اسکادران اف-۱۵ عضو تیم آکروجت نیروی هوایی اسرائیل، فرمانده پایگاه، رئیس بخش نیازمندی‌های عملیاتی بود و در سال ۱۹۸۷ به عنوان رئیس عملیات نیروی هوایی اسرائیل منصوب شد.
در اول ژوئیه ۱۹۹۶، الیاهو به فرماندهی نیروی هوایی اسرائیل ارتقا یافت. در طول دوران تصدی خود، الیاهو بر گسترش برد عملیات نیروی هوایی اسرائیل، به ویژه در رابطه با ایران، تمرکز داشت. به همین ترتیب، الیاهو ۲۵ جنگنده اف-۱۵ آی سفارش داد که برد بیشتری نسبت به اف-۱۵های خریداری شده قبلی اسرائیل داشتند. الیاهو در ۴ آوریل ۲۰۰۰ از سمت فرماندهی نیروی هوایی اسرائیل کناره‌گیری کرد.